# Круглое (Верховский район)
Круглое — деревня в Верховском районе Орловской области. Входит в состав Галичинского сельского поселения. Население — 30 чел. (2010).

## География
Круглое находится в северо-восточной части области на Среднерусской возвышенности.
Часовой пояс
деревня Круглое, как и вся Орловская область, находится в часовой зоне МСК (московское время). Смещение применяемого времени относительно UTC составляет +3:00.

## Население
| 1859 | 2010 |
| ---- | ---- |
| 237  | ↘30  |

Национальный состав
Согласно результатам переписи 2002 года, в национальной структуре населения русские составляли 100 % от общей численности населения в 91 жителей.

## Известные уроженцы
- Кузин, Андриан Тимофеевич (1895—19??) — советский военачальник, полковник.